# زبان لادینو
زبان لادینو یا یهودی اسپانیایی یکی از زبان‌های خانواده زبان‌های رومی برگرفته از اسپانیایی قدیمی می‌باشد. این زبان تحت تاثیر زبان‌های اسپانیولی، عبری و حتی آرامی، عربی و یونانی و لاتین می‌باشد.
این زبان توسط ۱۵۰٬۰۰۰ از یهودیان سفاردی عمدتاً در اسرائیل و اقلیتی در یونان، ترکیه، بوسنی و هرزگوین، کشورهای امریکای لاتین، ایالات متحده، مراکش و اسپانیا صحبت می‌شود. وضعیت این زبان در معرض خطر انقراض می‌باشد و عمده متکلمان این زبان سالخورده می‌باشند.